# Lola Novaković
Zorana Novaković, detta Lola (Belgrado, 25 aprile 1935 – Belgrado, 3 aprile 2016), è stata una cantante serba.
Nata nel Regno di Jugoslavia, è ricordata oggi per essere stata una delle artiste più popolari nella penisola balcanica dell'epoca, attiva soprattutto tra gli anni cinquanta e sessanta.
Nel 1962 fu scelta per rappresentare la Repubblica Socialista Federale di Jugoslavia, con il brano Ne Pali Svetla U Sumrak, al 12º Gran Premio Eurovisione della Canzone europea tenutosi a Lussemburgo. Alla fine della competizione si piazzò al 4º posto.
È morta nel 2016 a 81 anni.